# Coccorchestes ildikoae
Coccorchestes ildikoae är en spindelart som beskrevs av Balogh 1979. Coccorchestes ildikoae ingår i släktet Coccorchestes och familjen hoppspindlar. Inga underarter finns listade i Catalogue of Life.